# Rikki Rockett
Richard Allan Ream, más conocido Rikki Rockett (Mechanicsburg, Pensilvania, 8 de agosto de 1961), es un músico estadounidense, baterista de la banda Poison.

## Biografía
Rikki Rockett nació el 8 de agosto de 1961 en Mechanicsburg, Pensilvania, como el más joven de los dos hijos de Norman y Margaret Ream. Asistió a la Cedar Cliff High School en Camp Hill. Antes de fundar Poison con el vocalista Bret Michaels, Rockett trabajó como peluquero, salvavidas, lavavajillas y técnico en emergencias médicas.
Rockett siempre fue un miembro importante en el éxito de Poison, ofrecido en cada álbum lanzado. La foto del tatuaje que aparece en el álbum Flesh & Blood es del hombro derecho de Rockett. El logotipo del grupo ya estaba hecho un par de años antes, pero se agregó "Flesh & Blood" en apoyo al título. La portada original del álbum todavía tiene la sangre del tatuaje de Rockett, aunque la portada fue retocada poco después de su lanzamiento.
A finales de 1993, Rockett descubrió que el entonces guitarrista de Poison, Richie Kotzen, estaba teniendo una relación clandestina con su prometida de aquel momento, Deanna Eve. Kotzen fue despedido debido a este incidente. En el programa de VH1 "Behind the Music", el cantante Bret Michaels dijo que nunca más tendría contacto con Kotzen.
Rockett y Brian Cocivera se unieron para crear kits de baterías a la medida del cliente, en una compañía llamada The Chop Shop Custom Drum Company.
Después de casi veinte años con Poison, Rockett lanzó su primer álbum en solitario, titulado Glitter 4 Your Soul, el 7 de enero de 2003, el cual fue distribuido vía Internet. El álbum fue un homenaje al glam rock de la década de los 70. También colaboró con la banda Britny Fox, en el disco Bite Down Hard.
En abril de 2006, el mismo año que Poison celebró su aniversario N° 20, Rockett hizo una aparición especial en el programa Wrecks to Riches, de TLC, una serie de televisión de revisión de autos, ayudando a restaurar un Dodge Dart de 1969.
El 26 de abril de 2007, Rockett anunció la creación de "Rockett Drum Works Inc", una empresa de fabricación de baterías que se especializa en la creación de kits personalizados con variedad de tambores, percusiones y accesorios. Antes de la creación de su empresa, Rockett trabajó para The Chop Shop Custom Drum.
En conjunción con el 30 aniversario de Star Wars en mayo de 2007, Rockett habló del amor de toda su vida hacia dicha serie de películas, durante una entrevista con Maul Stanley. Rockett declaró que llevaba un parche de Star Wars en su chaleco durante el videoclip de "Fallen Angel" y contó que su personaje favorito es C-3PO.
En octubre de 2008 se casó con su novia Melanie Martel. El 14 de julio de 2009 tuvieron su primer hijo, Jude Aaron Rockett, y el 2 de marzo de 2013 nació su hija Lucy Sky.
En 2014, Rikki Rockett formó un súper-grupo de rock llamado Devil City Angels, con el guitarrista Tracii Guns (de L.A. Guns), el bajista Eric Brittingham (de Cinderella), y el cantante Brandon Gibbs (de Cheap Thrill). La banda lanzó su álbum debut homónimo el 11 de septiembre de 2015.
Por otro lado, Rikki Rockett actualmente es cinturón negro en jiu-jitsu brasileño.
A finales de 2015, el músico reveló en el programa del periodista Eddie Trunk que padecía de cáncer bucal debido a que antes era un fumador, aunque para 2021 declaró que se encontraba libre de cáncer.

## Incidente
Rikki Rockett fue arrestado el lunes 24 de marzo de 2008, después de volver en vuelo desde Nueva Zelanda. El supuesto delito tuvo lugar en el Star Casino Silver, que se encuentra en la reserva Choctaw en Misisipi. El 22 de mayo de 2008, Rockett exonerado de todos los cargos después de que se determinó que no era el responsable. Se cree que el culpable fue alguien con el nombre de John Minskoff, el cual se hizo pasar por Rockett.

## Discografía

### En solitario
- Glitter 4 Your Soul (2003)

### Con Poison
- Look What the Cat Dragged In (1986)
- Open Up and Say... Ahh! (1988)
- Flesh & Blood (1990)
- Swallow This Live (1991)
- Native Tongue (1993)
- Poison's Greatest Hits: 1986–1996 (1996)
- Crack a Smile... and More! (2000)
- Power to the People (2000)
- Hollyweird (2002)
- Best of Ballads & Blues (2003)
- The Best of Poison: 20 Years of Rock (2006)
- Poison'd! (2007)